# Skånska slott och herresäten
Skånska slott och herresäten är en sång vars text skrevs av Hjalmar Gullberg och Bengt Hjelmqvist. Den skrevs ursprungligen till Oscar Winges nyårsrevy 1929 på Hippodromen i Malmö, och sjöngs in av Edvard Persson på skiva samma år. Melodin brukar kallas Zandahls kanon efter att den använts i lustspelet Andersson, Pettersson och Lundström från 1865 av Frans Hodell. Men melodin i sig var välkänd redan då, och är alltså äldre.
Sången skildrar, lätt humoristiskt, några skånska slott med - då för tiden - kända ägare. Några platser som nämns i sången är Glimmingehus, Bokskogen, Torup, Toppeladugård, Skabersjö, Trollenäs, Borgeby och Sofiero.